# Delage Type BI e BK
Le Type BI e Type BK sono due autovetture prodotte tra il 1915 e il 1918 dalla Casa automobilistica francese Delage.

## Profilo

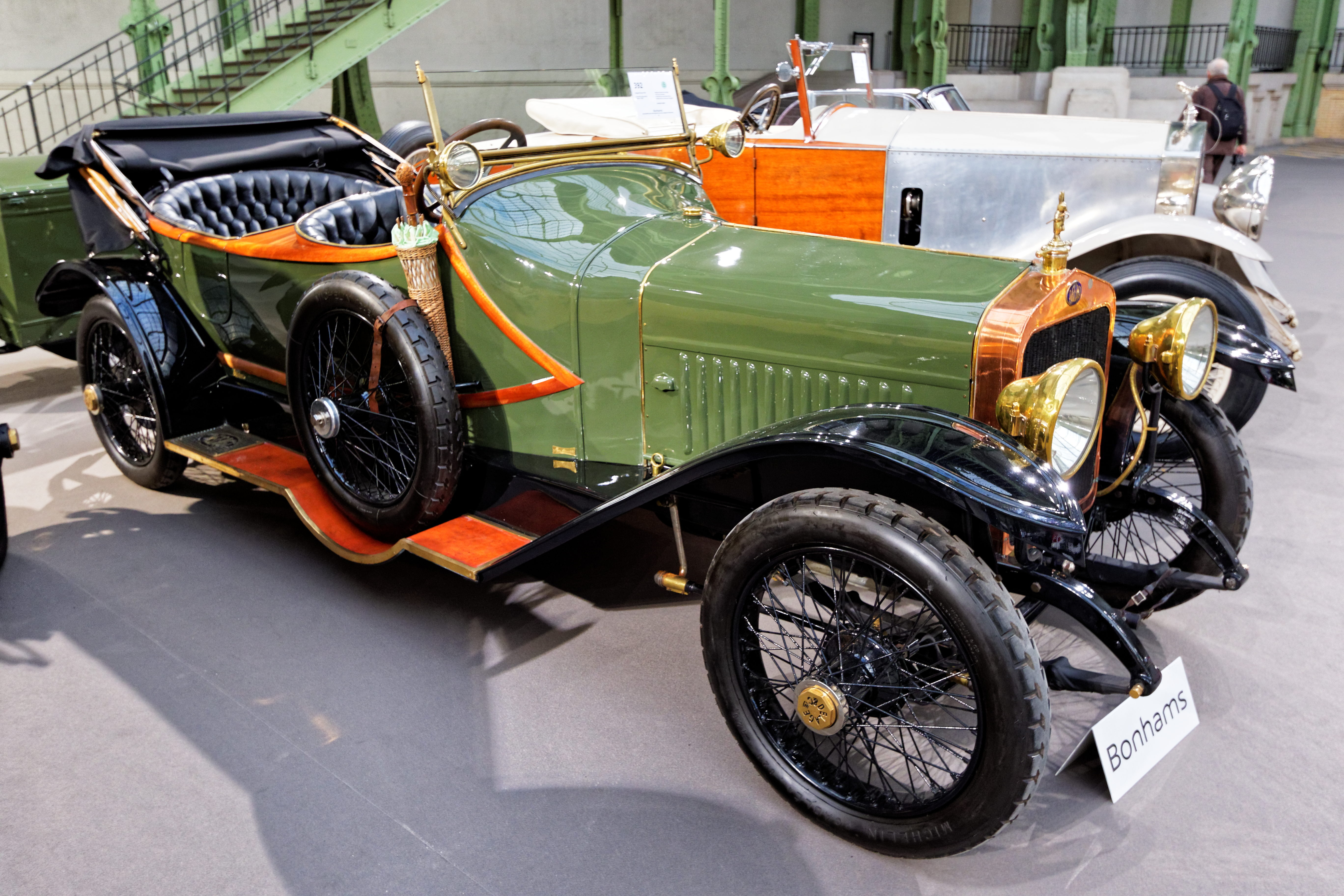
Delage Type BK

Queste due vetture sostituirono rispettivamente le precedenti Type AI e Type AK ereditandone i rispettivi telai. Il telaio della Type BI era disponibile unicamente con passo di 2989 mm, a differenza della precedente Type AI che era invece disponibile invece con due misure di passo. La Type BK era disponibile con due interassi differenti: 2989 o 3401 mm.
Le motorizzazioni rimasero identiche a quelle delle Type AI e AK. La Type BI montava il 4 cilindri da 2297 cm³ da 24 CV, mentre la Type BK montava il già collaudato 6 cilindri in linea da 2669 cm³, in grado di erogare 27 CV.
La Type BI fu messa fuori produzione nel 1917, mentre la Type BK le sopravvisse di un anno, fino al 1918.
L'eredità della Type BI fu raccolta dalla Type DE e la Type BK fu invece sostituita dalla Type DO.